# Prophylaxe (Zahnmedizin)

Der Aufbau eines Zahnes

Zahnbürste und Zahnpasta

Zahnmedizinische Prophylaxe bezeichnet alle vorbeugenden Maßnahmen, die verhindern sollen, dass Krankheiten der Zähne und des Zahnhalteapparates entstehen oder sich verschlimmern. Ein Synonym ist zahnmedizinische Prävention. Prophylaxe ist von altgriechisch προφύλαξις prophýlaxis „Vorsicht“ abgeleitet, das selbst von προφυλάσσω prophylásso „sich vor etwas hüten“ abstammt.
Allem voran steht die Vorsorgeuntersuchung zur frühzeitigen Erkennung von krankhaften Zuständen. Die Gruppenprophylaxe betrifft ausgewählte größere Bevölkerungsgruppen (z. B. Untersuchungen von Schulkindern durch Schulzahnärzte), während die Individualprophylaxe sich nur auf Einzelpersonen bezieht.

## Arten der Prophylaxe
Es wird weiter zwischen der kollektiven oder Massenprophylaxe (betrifft große Bevölkerungskreise) und der semikollektiven Prophylaxe (begrenzt auf spezielle Gruppen) unterschieden. Die kollektive Prophylaxe umfasst z. B. die Fluoridierung der Zähne über das Trinkwasser, durch Zusätze zu Nahrungsmitteln und durch Zahnpasta. Zu den Basisprophylaktische Maßnahmen gehören das tägliche Zähneputzen, die Verwendung von Zahnseide und zuckerarme Ernährung. Sie sollten Bestandteil jeder täglichen Mundhygiene sein. Intensivprophylaktische Maßnahmen richten sich im Rahmen der Individualprophylaxe an Personen mit einem erhöhten Erkrankungsrisiko für Karies oder Parodontitis.

## Geschichtliches
Aus der Steinzeit ist bekannt, dass sich Menschen zur Zahnpflege mit Weidenstöcken die Zähne sauber stocherten. Von altägyptischen Ärzten ist eine erste Zahnpasta überliefert (vor ca. 4000 Jahren), eine Mischung aus gemahlenem Bims und Weinessig auf Kaustöcken.
Ein Wegbereiter der Kariesprophylaxe und Schulzahnpflege zwischen 1920 und 1960 war Alfred Kantorowicz.

## Karies- und Parodontitisvorbeugung

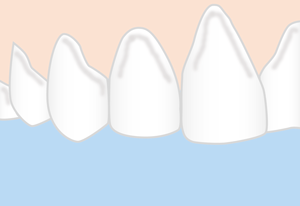
Zahnstein

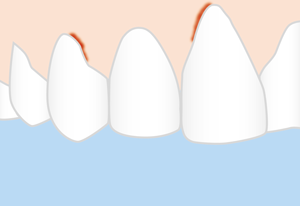
Zahnfleischbluten

Zahnfleischentzündung

Karies

Karieserkrankungen der Zähne und Erkrankungen des Zahnhalteapparates haben ihre gemeinsame Ursache in der Plaque und deren Stoffwechselprodukten. Die primäre Karies- und Parodontalprophylaxe richtet sich auf die Schaffung einer möglichst plaque- und zahnsteinfreien Mundhöhle. Dieses Ziel kann nur durch geeignete Mundhygienemaßnahmen erreicht werden.

## Mundhygienemaßnahmen
Bei der Mundhygiene unterscheidet man zwischen Zahnpflege und Prothesenhygiene. Ziel der Mundhygiene ist die regelmäßige und gründliche Entfernung von Speiseresten und Plaque, um Karies, parodontalen Erkrankungen und Mundgeruch vorzubeugen. Durch Mundspülungen, Sprays und Mundduschen allein können Zähne und Prothesenoberflächen nicht ausreichend gesäubert werden, allenfalls größere Speisereste lassen sich dadurch herausspülen.
Auch der langzeitige Erfolg bereits bestehender zahnmedizinischer Restaurationen (meist Füllungen) hängt von einer guten Mundhygiene ab. Ergänzend zu den Mundhygienemaßnahmen, die jeder zu Hause durchführen kann, wird in der Regel die regelmäßige Durchführung einer professionelle Zahnreinigung durch den Zahnarzt oder dessen Hilfspersonal empfohlen. Für den Patienten haben bei allen Mundhygienemaßnahmen auch die ästhetischen Aspekte einen hohen Stellenwert. Die Zähne sollen möglichst strahlend und hell sein und bleiben. Sofern es sich um aufgelagerte Flecken und Beläge handelt, ist dies mit der mechanischen Plaqueentfernung oder durch professionelle Zahnreinigung zu leisten. Geht es jedoch um die „innere“ Zahnfarbe, kann diese nur durch Zahnaufhellung (Bleaching) geändert werden. Saubere Zähne sind jedoch auch dafür die Voraussetzung.

## Zahnputztechnik
Gemäß einer Zehn-Länder-Studie des University College London vom August 2014 sind keine Unterschiede bei den diversen empfohlenen Zahnputztechniken festzustellen. Kritisiert wird, dass von Zahnärzten, Zahnärzteorganisationen und Fachverbänden in verschiedensten Ländern unterschiedliche Techniken empfohlen werden, die nur zur Verwirrung und zu einem Vertrauensverlust der Patienten in die Aufklärungsbemühungen der Zahnärzteschaft führen. Ebenso würden evidenzbasierte Studien über die Effektivität der verschiedenen Zahnputztechniken fehlen.
Man solle sanft mit einer einfachen horizontalen Putzbewegung die Zähne reinigen, wobei die Zahnbürste in einem Fünfundvierzig-Grad-Winkel an die Zähne gehalten werden soll. Eine mechanische Bürste soll wie ein Bleistift und nicht mit der Faust gehalten werden, um ein zu starkes Aufdrücken der Zahnbürste zu vermeiden. Entscheidend ist, dass speziell dort geputzt wird, wo sich die Plaque festsetzt, und dies ist auf den Kauflächen und am Übergang zwischen Zahn und Zahnfleisch und zwar sowohl an den Außenseiten, als auch an den Innenseiten der Zähne.
Eine prophylaktische Wirkung durch Zähneputzen konnte aufgrund zu weniger oder qualitativ mangelnder Studien noch nicht wissenschaftlich nachgewiesen werden.

## Zahnpflege (mechanisch)
Die Vierte Deutsche Mundgesundheitsstudie (DMS-IV) zeigte im Jahr 2006, dass 74,2 % der Kinder, 73,4 % der Jugendlichen, 72,8 % der Erwachsenen und 60,6 % der Senioren sich zweimal am Tag die Zähne putzen. Damit ist die Bedeutung der täglichen Mundpflege, wie sie zahnärztlicherseits empfohlen wird, zwar verbreitet, aber bei jedem Vierten noch nicht fester Bestandteil der Mundhygiene. Dabei kamen neben der Zahnbürste (manuell oder elektrisch) und der Zahnpasta vor allem zusätzlich der zuckerfreie Kaugummi, das Mundwasser/Mundspüllösungen und teilweise (insbesondere bei Erwachsenen) die Zahnseide zum Einsatz.
Nach dem Genuss säurehaltiger Nahrungsmittel wie Obst oder zitronensäurehaltiger Getränke schädigt das Zähneputzen mit einer Zahnbürste den – leicht angeätzten – Zahnschmelz. Die Rolle des Fluoridions ist dabei die eines Biokatalysators. Bei pH-Wert-Absenkungen, bedingt durch Säureattacken, funktioniert die CaF2-Deckschicht als "slow releasing device". Das freigesetzte Fluoridion sorgt für den Wiedereinbau von Kalzium- und Phosphationen im Sinne einer Remineralisation. Der Zahn-Remineralisierung muss vor einem Zähneputzen genügend Zeit gegeben werden. Andere Untersuchungen haben jedoch ergeben, dass solch eine Wartezeit nicht nötig ist, da der Remineralisationsprozess langsam ist; die positive Wirkung des Wartens wird konterkariert durch den meist enthaltenen Zucker, der zu Milchsäure zersetzt wird.

### Mund spülen
Das Ausspülen des Mundes nach jedem Essen und dem Trinken zucker- oder säurehaltiger Getränke mit Wasser reduziert die Keimflora, die Speisereste und den Säureanteil, was die Vorbeugung von Zahnerkrankungen begünstigt. Insbesondere sollte der Mund nach einem Übergeben nur gespült werden, weil durch die Magensäure der Zahnschmelz angegriffen ist und nicht mit der Zahnbürste beschädigt werden sollte.

### Zahnbürsten
Eine elektrische Zahnbürste ist grundsätzlich eine Alternative zur herkömmlichen (nicht elektrisch betriebenen) Zahnbürste. Eine herkömmliche Zahnbürste ist bei korrekter Anwendung zwar genauso geeignet zur Zahnpflege, doch wird sie oft falsch verwendet. Der Umgang mit einer elektrischen Zahnbürste ist dagegen etwas einfacher. Wichtig ist der regelmäßige Wechsel der Bürstenköpfe. Der Bürstenkopf sollte nach etwa sechs bis acht Wochen gewechselt werden, spätestens allerdings, wenn die Borsten sich auseinanderbiegen.

Elektrische Zahnbürste

Verwendung der elektrischen ZahnbürsteDen Bürstenkopf setzt man am Zahnfleischrand an und bewegt ihn, vom Zahnfleisch ausgehend, über den Zahn. Für jeden Zahn setzt man also neu am Zahnfleisch an und putzt so von Zahn zu Zahn. Damit ist gewährleistet, dass der Bereich am Zahnfleischsaum und auch der Zahnzwischenraum weitestgehend gereinigt werden. Eine „Massage“ des Zahnfleisches ist nach heutigem Kenntnisstand nicht erforderlich. Mit einer elektrischen Zahnbürste sollte nicht schrubbend vorgegangen werden. Es ist wichtig, an den leicht vergessenen letzten Zahn und besonders dessen Rückseite zu denken.
Verwendung der herkömmlichen ZahnbürsteBürsten mit mittelharten, abgerundeten Kunststoffborsten sind besonders empfehlenswert. Die ideale Länge des Bürstenkopfes beträgt 30 mm bis 35 mm bei jeweils 20 bis 40 Borsten in Bündeln zusammengefasst. Bürstenkopf und -griff sollten so geformt sein, dass alle Zähne leicht erreicht und gereinigt werden können. Spezielle Kinderzahnbürsten sind im Handel erhältlich.

### Zahnpasta
Zahnpasta unterstützt die reinigende Wirkung der Zahnbürste durch ihren Gehalt an Poliermitteln und anderen Zusatzstoffen. Sie sollen einen hohen Reinigungsgrad erreichen, aber eine geringe abrasive Wirkung haben, um den Zahnschmelz nicht zu schädigen. Zum Zähneputzen sollte eine fluoridhaltige Zahnpasta verwendet werden. Gerade abends ist es sinnvoll, den Mund nach dem Zähneputzen nicht auszuspülen. Denn so können die Wirkstoffe der Zahnpasta länger wirken. Der Schaum wird nur ausgespuckt. Wer das wegen des Geschmacks nicht mag, sollte darauf achten, den Mund nur leicht auszuspülen.

Zahnputztechnik: modifizierte Bass-Technik

### Zahnputztabletten
Zahnputztabletten werden aus trockenen Rohstoffen gepresst. Durch den trockenen Produktionsprozess können Fluoride und weitere Inhaltsstoffe nicht miteinander reagieren. Außerdem kann auf Konservierungsstoffe verzichtet werden. Zahnputztabletten werden nicht geschluckt, sondern sind gemäß der Packungsbeilage in die Zahnpflege mit einzubeziehen.

## Zahnzwischenräume
Auch die Zahnzwischenräume müssen gepflegt werden. Sie bedürfen einer besonderen Pflege, da sie mit der Zahnbürste kaum erreicht werden können. Dies geschieht mindestens einmal täglich gründlich mit Zahnseide, Zahnhölzchen oder Zwischenraumbürsten (sogenannten Interdentalbürsten).

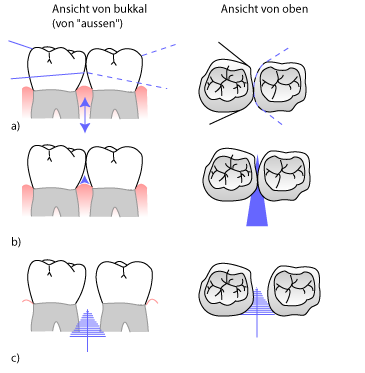
Reinigung der Zahnzwischenräume:
a) Zahnseide,
b) Zahnhölzchen,
c) Interdentalbürstchen

### Zahnseide
Am besten dafür eignet sich hier der Abend. Es gibt gewachste und ungewachste Zahnseide im Handel. Anfängern sei die gewachste Variante empfohlen, da sie weniger leicht reißt und besser über den approximalen Kontaktpunkt gleitet. Geübtere Anwender können die ungewachste Zahnseide mit noch besserer Reinigungswirkung verwenden. Sind die Interdentalräume sehr schmal, verwendet man Zahnseide, die sich um je eine der aneinanderstoßenden Flächen legt und durch Auf- und Abbewegungen unterhalb des Punktes, an dem die Zähne seitlich aneinander stoßen, den Zahn reinigt. Bei breiteren Räumen und zur Pflege von Brücken ist auch die Anwendung von Zahnseide mit flauschigen, dickeren Anteilen hilfreich.

### Zahnhölzchen
Bei leicht geöffneten Interdentalräumen eignen sich Zahnhölzchen zur Entfernung der Plaque. Die flache Seite des Hölzchens zeigt zum Zahnfleisch. Das Hölzchen wird vorsichtig zwischen den Richtungen nach innen/nach außen hin und her bewegt. Es besteht die Gefahr, das Zahnfleisch zu verletzen. Zahnhölzchen, wie beispielsweise der fluoridhaltige Miswak, werden bereits seit dem Altertum verwendet.

### Interdentalbürsten
Interdentalbürsten (auch Zahnzwischenraumbürsten) sind in verschiedenen Durchmessern, Formen und Ausführungen erhältlich. Bei einer Parodontitis gelten sie als das effektivste Hilfsmittel zur Pflege. Auch bei Brücken oder Zahnersatz auf Implantaten verwendet man Interdentalbürstchen. Vorsicht ist bei engeren Räumen geboten, da die Zahnfleischpapille verletzt oder verdrängt werden kann.

## Chemische Plaquehemmung
Spüllösungen, Gels und Zahnpasten enthalten Wirkstoffe, welche die Entstehung von Plaque oder die Entstehung von Stoffwechselprodukten der Plaque hemmen. Bereits bestehende Plaque versucht man teilweise chemisch aufzulösen.

### Chlorhexidindiglukonat
Chlorhexidin ist gegen aerobe, anaerobe, grampositive und gramnegative Bakterien (Keime) wirksam. Konzentrationsabhängig wirkt es bakterizid und bakteriostatisch. In 0,1-prozentiger bis 0,2-prozentiger wässriger Lösung kann es zur Keimreduktion im Mund genutzt werden. Bei einer Langzeitanwendung werden niedriger konzentrierte Lösungen mit 0,05 bis 0,06 % empfohlen. Erhältlich sind auch Dentalsprays mit einer hohen Konzentration (1,5 %), letztere werden für die Keimreduktion auf Zahnbürsten und Zahnprothesen angewendet. Die Anwendung von Chlorhexidin sollte nach Rücksprache mit dem Zahnarzt erfolgen. Die Wirksamkeit von Chlorhexidin als Kariesprophylaxe ist umstritten und „die Daten klinischer Studien sind [diesbezüglich] nicht überzeugend“.

### Aminfluorid mit Zinnfluorid
Die Kombination von Aminfluorid mit Zinnfluorid ist als Lösung oder in Gelform erhältlich (Fluoridgehalt 0,025 % F). Die plaquehemmende und plaquereduzierende Wirkung ist ähnlich der von Chlorhexidindiglukonat.

### Enzyme
Versuche, die Plaquebildung beim Menschen mit Enzymen einzuschränken, waren bisher wenig erfolgreich.

### Sanguinarin
Sanguinarin ist ein Alkaloid aus der Kanadischen Blutwurz (Sanguinaria canadensis). Es wird Zahnpasten und Spüllösungen zugesetzt. Seine antimikrobielle Wirkung erzielt es durch den Eingriff in die Nukleinsäuresynthese und in die enzymatische Aktivität von Plaquebakterien.

### Zahnsteininhibitoren
Zahnsteininhibitoren sind ebenfalls Zusatzstoffe in Zahnpasten und Spüllösungen, es handelt sich um Pyrophosphate, Polyphosphonate, Phosphonate und Zinkcitrat. Sie sollen die Ausfällung der Kalziumsalze aus dem Speichel hemmen. Die Wirksamkeit ist bisher nicht belegt.

### Tenside
Tenside können sich aufgrund ihrer chemischen Struktur auf Oberflächen auflagern und besitzen so eine desorbierende Wirkung auf die Plaquebakterien. In ihrem Schaum halten sie die Plaquebakterien fest und fördern das Ausspülen. Auch sie werden Zahnpasten und Spüllösungen zugesetzt.

### Weitere Substanzen
Sie sind als alleinige Mittel zur Plaqueentfernung nicht geeignet und ihre Wirksamkeit ist nicht eindeutig belegt, sie sind jedoch Zahnpasten und Spüllösungen zugesetzt: Hexetidin, Phenole, quartäre Ammoniumverbindungen wie beispielsweise Cetylpyridiniumchlorid.

### Bakterien
Eine neuartige Entwicklung ist die Verwendung von Milchsäurebakterien, zum Beispiel als Hauptbestandteil von Zahnpasta: der Lactobacillus paracasei gegen Karieserreger. Diese sind in der Lage, Kariesbakterien gezielt zu erkennen, an diesen anzudocken und danach zu entfernen.

## Plaquerevelatoren
Unter Plaquerevelatoren versteht man Substanzen, die die Plaque einfärben und so besser sichtbar machen. Früher wurde meist Erythrosin verwendet, heute benutzt man Lebensmittelfarbstoffe in Tablettenform oder als Lösung.

### Einfarbige Anfärbung
Tabletten mit Erythrosin färben mit Plaque behaftete Bezirke auf den Zähnen und der Mundschleimhaut an. Der stark iodhaltige, aber als Lebensmittelfarbstoff zugelassene Farbstoff steht in Verdacht, Allergien auszulösen und sollte daher nicht auf Dauer gebraucht werden. Siehe auch Iodunverträglichkeit.

### Zweifarbige Anfärbung
Der Test unterscheidet zwischen älteren und neueren Zahnbelägen mittels verschiedener Farbstoffzusätze. Stärker vernachlässigte Stellen am Zahn werden sichtbar und können zukünftig gründlicher gereinigt werden. Färbetabletten enthalten als Färbemittel Brillantblau (C.I. 42090) und Phloxin B (C.I. 45410). Phloxin (Tetrachlortetrabromfluorescein) gehört zu den Xanthen-Farbstoffen.

### UV-Licht
Diese speziell für die Zahnarztpraxis entwickelte Spüllösung enthält Fluorescein. Unter UV-Licht fluoresziert der Zahnbelag. Bei normalem Licht bleibt diese Anfärbung unsichtbar. Bei sachgemäßer Anwendung sind keine gesundheitlichen Risiken zu erwarten.
Früher gebräuchliche Lösungen mit den Farbstoffen Fuchsin oder Kristallviolett können herstellungsbedingt gesundheitsschädliche Amine enthalten. Beim Dauergebrauch großer Mengen besteht ein karzinogenes Risiko.

## Prothesenhygiene
Auch Zahnersatz („Die Dritten“) braucht intensive Pflege. Herausnehmbarer Zahnersatz wird mindestens einmal am Tag gründlich gereinigt. Die Oberfläche des Zahnersatzes ist, wie die eigenen Zähne von Plaqueablagerungen betroffen, ebenso die Zwischenräume zwischen Kiefer und Zahnprothese und zwischen eigenen Zähnen und Zahnprothese. Nachlässige Prothesenhygiene kann Mundgeruch, Zahnfleischentzündungen und Karies an den verbleibenden eigenen Zähnen zur Folge haben, was zum Verlust weiterer Zähne führen kann.
- Damit sich an der Unterseite der Zahnprothese keine Speisereste und Bakterien festsetzen, erfolgt die Reinigung von herausnehmbarem Zahnersatz stets außerhalb des Mundes.
- Die groben Ablagerungen werden mit einer weichen Zahnbürste mindestens einmal am Tag, besser nach jeder Mahlzeit, entfernt.
- Die Zahnpasta sollte nur wenig Schleifkörper enthalten, um Abrasionsschäden und damit eine raue Zahnersatzoberfläche, in der sich Bakterien ansiedeln können, zu vermeiden.
- Einmal täglich wird ein Reinigungsbad mit Gebissreinigungstabletten durchgeführt, das auch an Stellen, die die Zahnbürste nicht erreicht, für hygienische Sauberkeit sorgt.

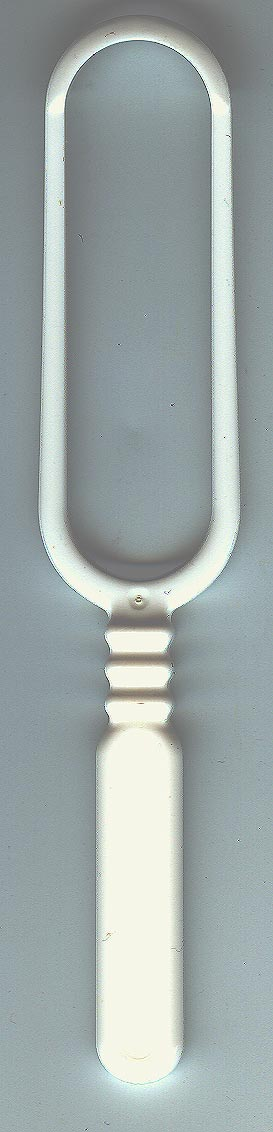
Zungenschaber

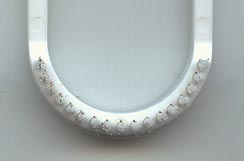
Zungenbürste

## Zungenhygiene
Die Beläge der Zunge werden mit einem Zungenschaber entfernt. Dabei ist zu beachten, dass der Schaber möglichst weit hinten ansetzt und mit sehr sanftem Druck über die Zunge nach vorne geführt wird. Die entfernte Substanz wird ausgespuckt, der Mund danach ausgespült.

## Kontrolluntersuchungen
Beim Zahnarzt füllt der Patient einen Fragebogen zu seiner allgemeinen Krankengeschichte (Anamnese) aus. Das geschieht meist, wenn er das erste Mal in einer Praxis behandelt wird. Allgemeinerkrankungen können Auswirkungen auf die Zahngesundheit haben und spezielle Behandlungsrisiken beinhalten. Ergänzend zur schriftlichen Selbstauskunft des Patienten führen Patient und Arzt ein Gespräch. Eventuell bittet der Arzt den Patienten einen Ernährungsfragebogen auszufüllen, um das individuelle Kariesrisiko besser einschätzen zu können.
Es folgt der intraorale Befund, zu dessen Erhebung der Arzt die Zähne, das Zahnfleisch und die übrige Mundschleimhaut des Patienten untersucht. In Einzelfällen wird die Speichelfließrate bestimmt.
Es folgt die Dokumentation des Zahnstatus. Als Zahnstatus wird die Erfassung des Gebisszustandes bezeichnet. Hierbei werden fehlende Zähne, ersetzte Zähne, Kariesbefall, Füllungen, Inlays, Onlays, Implantate sowie Fehlstellungen oder sonstige Zahnerkrankungen in schriftlicher Form oder als Bild festgehalten. Als weißer Punkt (white spot) sichtbare demineralisierte Stellen an den Zähnen bezeichnet man auch als kariöse Initialläsion. Wird regelmäßig und ausreichend Fluorid angewandt, kann die weitere Zerstörung des Zahnschmelzes und damit des Zahns aufgehalten werden.
Ist die Karies weiter fortgeschritten und als dunkle Stelle oder als Loch sichtbar, entfernt der Zahnarzt die erkrankten Teile mit dem Bohrer, reinigt die Kavität und versieht den Zahn mit einer Füllung. So kann die fortschreitende Zerstörung des erkrankten Zahnes verhindert werden. Werden kariöse Zähne nicht behandelt, steigt die Zahl der verursachenden Bakterien in der Mundhöhle und es sind auch bisher gesunde Zähne von der Karies bedroht. In vielen Ländern, wie in den USA, erfolgt eine solche Untersuchung nicht durch Zahnärzte, sondern auch durch Zahnhygieniker.

## Kariesprophylaxe
Unter Kariesprophylaxe versteht man vorbeugende Maßnahmen zur Verhinderung von Zahnkaries.

### Ansteckungsvorbeugung
Karies wird durch kariogene Bakterien, insbesondere Streptococcus mutans durch eine zuckerreiche Ernährung ausgelöst. Die Übertragung der kariogenen Erreger erfolgt bei Kindern durch Speichelkontakt. Manche Eltern neigen beispielsweise dazu, den Schnuller durch eigenes Abschlecken oder Absaugen zu reinigen, wenn der Schnuller zu Boden gefallen ist. Teilweise wird die Temperatur der Milch in Milchflaschen durch die Eltern durch Vorkosten geprüft. Hierdurch ist eine Ansteckung des Kindes mit kariesauslösenden Mundbakterien möglich. Die häufigste Übertragung erfolgt über den Schnuller und den Milchflaschensauger zwischen Mutter und Kleinkind. Es kommen auch andere Übertragungswege in Betracht, beispielsweise durch Spielzeug, das durch Kinder in Spielgruppen oder im Kindergarten gemeinsam in den Mund gesteckt wird und dadurch eine Übertragung von Bakterien erfolgt.
Die Höhe der Konzentration von S. mutans im Speichel korreliert eng mit dem Kariesrisiko. Die Mikroorganismen produzieren aus niedermolekularen Kohlenhydraten organische Säuren, die den Zahnschmelz angreifen, indem sie die in der Zahnhartsubstanz vorhandenen Mineralien herauslösen. Zucker aus der Nahrung wird dabei zu Milchsäure abgebaut. Nur Mikroorganismen, die diesen Stoffwechselprozess beherrschen (azidogene Mikroorganismen) und in stark saurem Milieu überleben können (azidurische Mikroorganismen), vermehren sich dann weiter. Eine frühzeitige Erkennung des Kariesrisikos, insbesondere von schwangeren Müttern oder Betreuungspersonen durch geeignete mikrobiologische Speicheltests im Rahmen von Vorsorgeuntersuchungen, ist angezeigt.

### Kariesprophylaxe mit Fluoriden
Die karieshemmende Wirkung der Fluoride ist wissenschaftlich am besten untersucht. Sie kommen in Mineralien auf der ganzen Welt vor, wenn auch regional in unterschiedlichen Mengen, und werden seit Menschengedenken mit der Nahrung und dem Trinkwasser aufgenommen. Eine Aufnahme zu großer Mengen kann zu akuter oder chronischer Vergiftung (Fluorose) führen.
Die Wirkung des Fluorids beruht darauf, dass es die natürlichen Remineralisierungsprozesse aus dem Speichel beschleunigt.
Es stehen einige Fluoridierungsmaßnahmen zur Verfügung, beispielsweise lokal über fluoridierte Zahnpasta und Mundspüllösungen oder systemisch in Form von Tabletten oder fluoridversetztem Kochsalz. Bei Patienten mit hohem Kariesrisiko kann zusätzlich eine Fluoridapplikation durch den Zahnarzt notwendig werden.

#### Empfehlungen der Fachgesellschaften
2021 gaben deutsche Fachgesellschaften und Verbänden der Pädiatrie, Zahnheilkunde, Geburtshilfe und Ernährung sowie der zahnärztlichen Gruppenprophylaxe eine einheitliche Empfehlung unter dem Netzwerk „Gesund im Leben“ aus. Das Netzwerk „Gesund ins Leben“ – eine Einrichtung im Geschäftsbereich des Bundesministeriums für Ernährung und Landwirtschaft (BMEL) – hat folgendes vorgeschlagen:
- Von der Geburt bis zum Durchbruch des ersten Milchzahns sollen Säuglinge täglich mit 400 bis 500 I.E. Vitamin D und 0,25 mg F− in Tablettenform supplementieren.
- Nach dem Zahndurchbruch soll (behutsam) mit dem Zähneputzen begonnen werden:
  - Entweder wird begleitend zum Zähneputzen (ohne Zahnpasta oder mit einer geringen Menge an fluoridfreier Zahnpasta) täglich weiterhin supplementiert
  - Alternativ soll kein Fluorid in Tablettenform verabreicht werden, dafür aber zweimal täglich mit einer reiskorngroßen Menge (0,125 g) an fluoridhaltiger Zahnpasta mit 1000 ppm F− geputzt werden.
- Von 12 bis 24 Monaten soll eine zweimal tägliche Zahnpflege mit einer reiskorngroßen Menge an fluoridhaltiger Zahnpasta (1000 ppm F−) erfolgen.
- Von 2 bis 6 Jahren wird empfohlen, die Zähne des Kindes zweimal täglich mit jeweils einer erbsengroßen Menge (0,25 g) Zahnpasta mit 1000 ppm F− zu putzen. In der Kita kann ein dritter Putzgang erfolgen.

### Kariesprophylaxe durch Xylit
Xylit (auch Xylitol) ist ein natürlich und auch im menschlichen Stoffwechsel als Zwischenprodukt vorkommender Zuckeraustauschstoff, der Zahnpflegekaugummis beigegeben wird. Hierbei kann Xylit das Bakterienwachstum, insbesondere von das Karies verursachenden Bakteriums Streptococcus mutans hemmen. Es kann mittels Kaugummi, Lutschpastillen und xylitenthaltende Zahnpasta freigesetzt werden.
Eine Metastudie der Cochrane Collaboration aus dem Jahr 2015 hat eine mögliche Verringerung von Karies bei Kindern durch fluorhaltige Zahnpasta mit Xylit (im Vergleich zu nur fluoridhaltiger Zahnpasta) untersucht. Schlussfolgerungen über eine vorbeugende Wirkung seien aufgrund der schlechten Qualität der Belege und methodischer Mängel wenig aussagekräftig. Die Aussagekraft anderer xylithaltiger Produkte ist durch die sehr schlechte Qualität nicht gegeben. Der karieshemmende Nutzen Xylits ist größtenteils unklar, Xylit kann teilweise zu Blähungen und Durchfall führen.

### Ernährungsberatung und -lenkung
Neben einer allgemeinen Ernährungsberatung steht aus zahnärztlicher Sicht eine zahngesunde Ernährung im Vordergrund. Insbesondere Zucker fördert die Entstehung von Karies. Bei Zucker handelt es sich um niedermolekulare Kohlenhydrate, die auch in Form von Honig, Traubenzucker und Fruchtzucker kariesfördernd wirken.
| Lebensmittel                                            | Zuckergehalt in g/100 g |
| ------------------------------------------------------- | ----------------------- |
| Süßwaren - Bonbons - Schokolade - Eiscreme - Butterkeks | → 90 → 60 → 20          |
| Brotaufstriche - Honig - Marmelade - Nuss-Nougat-Creme  | → 75 → 60 → 50–60       |
| Obstkonserven                                           | 16–44                   |
| Fruchtsaft gesüßt                                       | 10–20                   |
| Frischobst Bananen                                      | 18                      |
| Trockenfrüchte                                          | 40–64                   |
| Cola-Getränke                                           | 8–11                    |
| Tomatenketchup                                          | 28–30                   |

#### Zwischenmahlzeiten
Nach einer Mahlzeit sinkt der pH-Wert im Mund. Je nach gegessenem Lebensmittel dauert es unterschiedlich lange, bis die Bakterien im Mund die Reste zu Säure verarbeitet haben. Der pH-Wert wird vom Speichel automatisch nach einiger Zeit wieder neutralisiert. Der Prozess kann mit „Kaubaren Zahnbürsten“, Zahnputztabletten oder Zahnpflegekaugummis beschleunigt werden. Das Zähneputzen kann so jedoch nicht ersetzt werden, da die Keime, die das Zahnfleisch schädigen, nicht beeinflusst werden und die Plaque nicht beseitigt wird.
Um die Säure im Mund zu neutralisieren, kann eine basische Mundspüllösung aus einem Esslöffel Natron auf 0,5 Liter Wasser verwendet werden.

#### Erosion des Zahnschmelzes
Eine weitere Bedeutung haben säurehaltige Getränke wie Cola, Energy-Drinks, da auch Säure den Zahnschmelz angreifen kann. Insbesondere kommt es dann zu Erosionen am Zahn, wenn saure Getränke immer wieder über den Tag verteilt zu sich genommen werden.

### Versiegelung tiefer Fissuren
Nach dem Zahndurchbruch können die Fissuren durch Mikroorganismen besiedelt werden. Da Fissuren sehr tief (bis zu 1 mm) und sehr schmal (50 μm) sein können, ist eine effektive Reinigung häufig unmöglich.
Der Zahnarzt kann bei kariesgefährdeten Personen kurz nach dem Zahndurchbruch die noch kariesfreien Fissuren mit einem dünnflüssigen Kunstharz- oder Kompositmaterial versiegeln, um die Besiedlung durch die Mundflora zu verhindern (Fissurenversiegelung). Ist die Fissur bereits besiedelt, muss diese erst durch Beschleifen oder Sandstrahlen gereinigt und evtl. etwas erweitert werden (erweiterte oder invasive Fissurenversiegelung).